# UFC

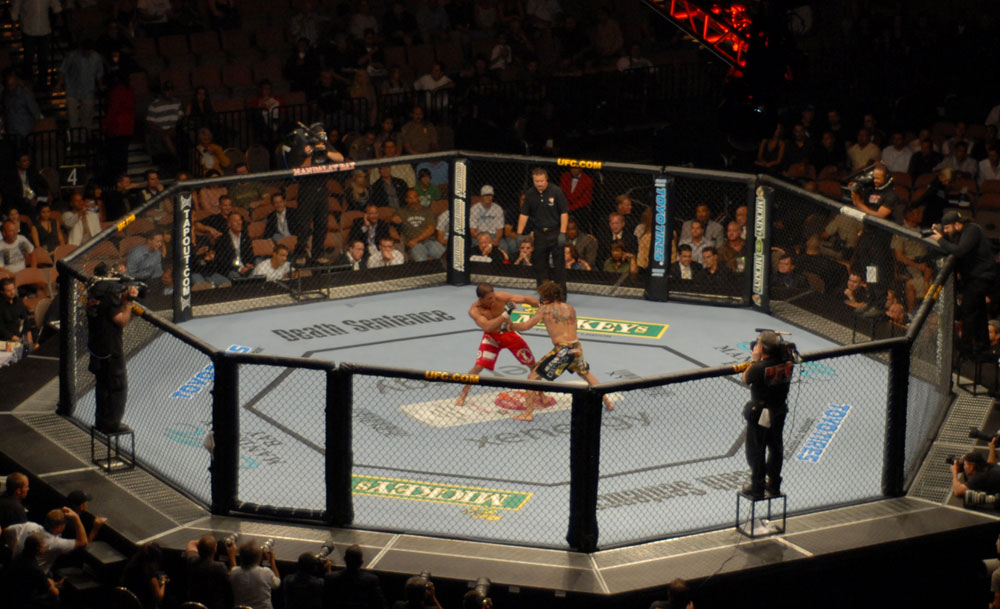
UFC 74での試合

Ultimate Fighting Championship（アルティメット・ファイティング・チャンピオンシップ）は、アメリカ合衆国の総合格闘技団体。略称は、UFC。

## 概要
世界73か国以上から最高峰の選手が常時600名近く出場し、29か国165都市で680大会以上を開催、172の国及び地域において40の言語でテレビ放送されている。2016年7月にスポーツ史上最高額（当時）の買収額となる40億2500万ドル（約4400億円）でWME-IMG（現：エンデバー）に買収されているが、その後、主にESPNとの契約や国際放映権、スポンサー契約の上昇で企業価値はさらに上がり、2023年9月にTKOグループ・ホールディングス傘下となった際の企業価値は121億ドル（約1兆7800億円）と評価されている。2023年のUFCの年間収益は13億ドル（約1958億円）、調整済みEBITDAは7億5600万ドル（約1139億円）となっている。
経済誌「フォーブス」が2024年4月に発表した格闘技プロモーションの企業価値ランキングは、1位 UFC 113億ドル（約1兆7700億円 / 年間収益:12億9000万ドル）、2位 WWE 68億ドル（約1兆700億円 / 年間収益:13億3000万ドル）、3位 AEW 20億ドル（約3100億円 / 年間収益:2億5000万ドル）、4位 ONE 13億ドル（約2000億円 / 年間収益:1億4000万ドル）、5位 マッチルーム・ボクシング 8億5000万ドル（約1300億円 / 年間収益:1億3400万ドル）、6位 PFL 6億9000万ドル（約1080億円 / 年間収益:1億1000万ドル）、7位 トップランク 6億3000万ドル（約990億円 / 年間収益:1億ドル）、8位 プレミア・ボクシング・チャンピオンズ 6億ドル（約940億円 / 年間収益:9500万ドル）、9位 ゴールデンボーイ・プロモーションズ 4億5000万ドル（約690億円 / 年間収益:7000万ドル）となっている。
2013年、Number Webでライターの橋本宗洋はUFCは世界最大の団体、2020年、スポーツナビ上でUFCは自ら世界最高峰の総合格闘技団体だとしている。

## 歴史

### 黎明期
グレイシー一族が様々な格闘技の猛者や道場破りと対戦する様子を収めたビデオ「グレイシー柔術・イン・アクション」に触発された広告代理店役員のアート・デイビーが、"War of the Worlds"と名付けた、最強の格闘技を決めるために、空手、ボクシング、カンフー、キックボクシングなどの格闘家をノールールの試合で戦わせる8人制の格闘技トーナメントを、映画監督兼脚本家でグレイシー柔術を習っていたジョン・ミリアスとグレイシー一族の1人であるホリオン・グレイシーに企画提案したのがUFC立ち上げの発端になり、ミリアスはクリイエイティブ・ディレクターに就任、デイビーは資金を調達してWOWプロモーションズを設立し、老舗ペイ・パー・ビュー配給会社のセマフォ・エンターテイメント・グループ（SEG）と1993年5月にパートナー契約を交わした。SEGは映像アートディレクターのジェイソン・クッソンに依頼して試合場の「オクタゴン」を製作し、大会の名称を「アルティメット・ファイティング・チャンピオンシップ」と命名するなど、UFCの基礎を構築することになる。
1993年11月12日、WOWプロモーションズとSEGが第1回大会「UFC 1」をコロラド州デンバーのマクニコルス・スポーツ・アリーナで共催。アート・デイビーはマッチメイカーを担当した。
1995年4月、UFC 5の大会後、アート・デイビーとホリオン・グレイシーはUFCの所有権をSEGに売却し、WOWプロモーションズを解散した。権利売却後もデイビーはマッチメイカーとコミッショナーとして1997年12月まで在籍した。なお、黎明期の日本ではUFCではなくアルティメット大会と呼ばれることもあった。

#### ノー・ホールズ・バード禁止法
黎明期は試合のルールがわずかしか規定されていなかった事に対して暴力的で危険であると批判を集めた一方で、ペイ・パー・ビュー（PPV）の契約数は数十万を獲得して興行としてはある一定の成功を収めた。この成功は、既得権益を脅かしかねないとしてボクシング業界に警戒感を抱かせることにもなる。社会的批判とボクシング業界からの圧力が高まる中、親ボクシング派の共和党上院議員ジョン・マケインが、UFCは「人間による闘鶏」にすぎず、野蛮で危険であるとUFC禁止を訴え、テレビに出演してUFC批判を繰り広げたり、アメリカ国内全50州の知事へUFCを追放するよう要請する書簡を送るなど、バッシングキャンペーンを展開した。この結果ニューヨーク州を含む36州が総合格闘技を禁止するノー・ホールズ・バード禁止法（ノー・ホールズ・バードは当時の総合格闘技の呼び名）を制定した。また、総合格闘技を禁止しなかった州でも、ネバダ州のように、スポーツ興行を管轄するアスレチック・コミッションが、UFC自体に大会開催許可を出さない州が出始め、UFCは規制の緩い州や海外を転々とするしか無くなり追い詰められていった。さらに、1997年にマケインが上院議会の 商業委員会委員長に就任すると管轄下のペイ・パー・ビュー業界に働きかけ、それまでUFCのペイ・パー・ビューを放送していたケーブルテレビ会社を次々に撤退させた。このためUFCのペイ・パー・ビューはマイナーな存在である衛星放送テレビでの放送を余儀なくされ、ペイ・パー・ビューの販売も低迷して、経営状況はさらに悪化していった。
UFCコミッショナーのジェフ・ブラトニックとレフェリーのジョン・マッカーシーはこの状況を解決すべく、アメリカ各地のアスレチック・コミッションを回って総合格闘技を啓蒙しつつ、アスレチック・コミッションと調整・協議を重ねて協調を図り、UFC 12（1997年2月7日）で階級制の導入、UFC 14（1997年7月27日）でオープンフィンガーグローブ着用の義務化、UFC 15（1997年10月17日）で禁止行為の指定、UFC 21（1999年7月16日）でラウンド制の導入、と徐々にルールを整備して競技化を進めた。そして2000年9月に、この地道な活動が実を結び、ニュージャージー州がアメリカで初めて総合格闘技を認可するようになるまでに至った。

#### ユニファイド・ルール
2000年11月17日に初めてアスレチック・コミッションから認可を受けた大会「UFC 28」をニュージャージー州で開催。現代総合格闘技の礎となっているルールである、ニュージャージー州アスレチック・コミッションが制定した統一ルール（通称”ユニファイド・ルール”）に従って試合が執り行われた（UFCが開催する約2か月前の9月30日にアメリカ合衆国で初めてアスレチック・コミッションから認可を受けた大会をIFCが同州で開催している）。
ルールが整備され競技化が進むことにより、選手の技術が洗練されレベルが向上した。結果、格闘技のバックボーンを持たない喧嘩屋や技術レベルの低い選手は淘汰され、黎明期の喧嘩さながらの試合は見られなくなった。

### ズッファによる買収
2001年1月、財政状況の悪化で破綻の危機に瀕していたSEGは、ラスベガスでカジノホテル「ステーション・カジノ」を経営するロレンゾ・フェティータとフランク・フェティータ三世、そしてロレンゾのビジネスパートナーのダナ・ホワイトにUFCを200万ドルで売却。フェティータ兄弟はUFCを管理・運営するための親組織としてズッファを設立した。
ロレンゾ・フェティータがネバダ州アスレチック・コミッションの元コミッション委員だったことで、ほどなくしてネバダ州は総合格闘技を認可、これにより総合格闘技の大会を世界の格闘技の中心地であるラスベガスで開催出来るようになった。
2001年9月28日、初めてネバダ州アスレチック・コミッションに認可を受けた大会となったUFC 33を開催。
ズッファの運営により、ケーブルテレビでのペイ・パー・ビュー放送の再開、スポンサー獲得、MGMグランド・ガーデン・アリーナなどのラスベガスのホテル会場での大会開催、2002年6月にはFOXスポーツネットとテレビ放送契約を交わすなど業績を上げていくが、ズッファの投資は3400万ドルにも膨らんでいった。

#### ジ・アルティメット・ファイター
投資が膨らみ運営危機に直面していたズッファはペイ・パー・ビュー以外の新たな事業を模索し始め、フェティータ自身達が以前リアリティ番組に出演した際にプロモーション効果を実感した経験があったことで、新人UFCファイターの発掘・育成をテーマとするリアリティ番組「ジ・アルティメット・ファイター」の開始を決める。しかし、ジ・アルティメット・ファイターの企画はことごとくテレビ局から却下されてしまい、最終的に番組制作費の1000万ドルをズッファが自己負担する条件でSpike TVで放送することが決定した。
2005年1月から放送を開始したジ・アルティメット・ファイターはすぐに人気を集め、後にUFCで活躍するスター選手を発掘しただけでなく、決勝戦で行われたフォレスト・グリフィン対ステファン・ボナーの試合が、ダナ・ホワイトが「UFCを救った試合」と称える激闘となるなど、社運をかけたジ・アルティメット・ファイターは大成功を収めた。人気を博したジ・アルティメット・ファイターはシリーズ化されることになり、UFCがFOXへ移籍をする2012年までの間に14回のシーズンがSpike TVで放送され、FOXでも28回までシーズンが続いた。また、ジ・アルティメット・ファイターの成功を受けて、Spike TVは、UFCの過去の大会からピックアップした試合を放送する番組「UFCアンリーシュド」とペイ・パー・ビュー大会のプロモーション番組「Countdown」の放送を開始、2005年8月6日からは試合生中継番組「UFCファイトナイト」の放送を開始した。
これらの番組が原動力となり、2006年5月27日のマット・ヒューズ対ホイス・グレイシーをメインにしたUFC 60ではペイ・パー・ビューの販売件数が62万件を記録、2006年7月8日のジ・アルティメット・ファイター・シーズン3のコーチ対決ティト・オーティズ対ケン・シャムロックを組んだUFC 61では77万5千件を記録、2006年12月30日のチャック・リデル対ティト・オーティズをメインにしたUFC 66ではUFCで初めてペイ・パー・ビューの販売件数が100万件超えを記録するなど盛り上がりを見せて、ペイ・パー・ビューの年間販売件数で初めてボクシングとWWEを超え、UFCが急躍進した年となった。
2006年3月、ネバダ州アスレチック・コミッションの元エグゼクティブ・ディレクターのマーク・ラトナーがUFCに規制担当副社長（ヴァイスプレジデント）として入社。ラトナーは過去にジョン・マケインと共にテレビ出演などをしてノー・ホールズ・バード・バッシングキャンペーンを繰り広げた人物であったが、アスレチック・コミッションで長く働いた経験と繋がりを活かし、まだ総合格闘技を禁止していた州のアスレチック・コミッションや議員に総合格闘技を認可するよう働きかける仕事を主に担当した。ラトナーが入社した当時、全米で総合格闘技を認可している州は19州ほどしかなかった。
2006年12月、活動停止した総合格闘技団体WFAを買収、クイントン・"ランペイジ"・ジャクソン、リョート・マチダ、ヒース・ヒーリング、マルティン・カンプマンらWFAの主力選手を獲得した。さらに、総合格闘技団体WECを、放送していたテレビ局Versusのテレビ放送契約とまとめて買収した。WECは、UFCに吸収合併されたWFAとは異なり、UFCとは別にバンタム級とフェザー級を中心とした軽量級の大会として独自に大会を開催し、独立した運営で存続された。
2007年5月、総合格闘技の選手として史上初めて、ロジャー・ウエルタがメジャー・スポーツ誌「スポーツ・イラストレイテッド」の表紙を飾る。同じ月に、同様にチャック・リデルがメジャー・スポーツ誌「ESPNマガジン」の表紙を飾った。

#### PRIDEの買収
2007年3月27日、ロレンゾ・フェティータが日本の総合格闘技団体PRIDEを6700万ドルで買収し、運営会社として新会社「PRIDE FC WORLDWIDE」を設立した。PRIDEはPRIDE FC WORLDWIDEによって活動継続される方針であったが、5月に開催を予定していたライト級グランプリは延期の末中止となった。
2007年10月4日、旧DSEの日本人運営スタッフを解雇し、PRIDE FC WORLDWIDE日本事務所を解散。これにより、アントニオ・ホドリゴ・ノゲイラ、マウリシオ・ショーグン、ヴァンダレイ・シウバ、ダン・ヘンダーソン、ミルコ・クロコップ、ファブリシオ・ヴェウドゥムらPRIDEの主力選手を獲得した。
2008年6月18日、ロレンゾ・フェティータが、UFCの国際的な発展戦略に集中するため、ステーション・カジノの代表を辞任してUFCの運営に専念することを発表した。
2009年7月11日、UFC 100を開催。ブロック・レスナー対フランク・ミア、ジョルジュ・サンピエールの出場、ジ・アルティメット・ファイター・シーズン9のコーチ対決ダン・ヘンダーソン対マイケル・ビスピンなどの対戦カードが組まれた。

#### WECの合併
2010年10月28日、独立運営していたWECをUFCに合併。WEC世界フェザー級王者ジョゼ・アルドと同バンタム級王者ドミニク・クルーズを、それぞれの階級の初代UFC世界王者に認定すると同時に、ユライア・フェイバー、アンソニー・ペティス、ドナルド・セラーニ、カーロス・コンディット、ベン・ヘンダーソン、ミゲール・トーレスらWECの主力選手を獲得した。これにより、UFCは2011年1月1日のUFC 125以降、フェザー級・バンタム級を加えた7階級の体制になった。

#### Strikeforceの買収
2011年3月12日、UFCに次ぐ全米第二規模の総合格闘技団体であるStrikeforceを買収。以前のWECと同様にUFCとは別に独自に大会を開催する独立した運営で存続されたが、ニック・ディアス、アリスター・オーフレイム、ダン・ヘンダーソン、カン・リーらStrikeforceの主力選手の一部をUFCへ移籍させた。12月にはStrikeforceのヘビー級を廃止してUFCに合併した。

### FOXと契約
2011年8月18日、FOXと複数年の放送契約を結んだことを発表。11月12日に初めてアメリカの地上波で放送されるUFCの試合として、UFC on FOX 1のUFC世界ヘビー級タイトルマッチ、ケイン・ヴェラスケス対ジュニオール・ドス・サントスが放送され、880万人の平均視聴者数を記録。地上波で放送された総合格闘技の歴代最高視聴者数を更新し、格闘技全体としても、2003年にボクシングで行われたレノックス・ルイス対ビタリ・クリチコで記録した平均視聴者数700万人を超える成功を収めた。

#### 女子部門の設立
2012年11月16日に初の女子選手としてロンダ・ラウジーと契約し、女子部門を設立。Strikeforce女子バンタム級王者のラウジーを初代UFC世界女子バンタム級王者として認定した。
2013年1月12日のStrikeforce: Marquardt vs. Saffiedineを最後にStrikeforceをUFCに合併。ダニエル・コーミエ、ロビー・ローラー、ルーク・ロックホールド、タイロン・ウッドリー、ギルバート・メレンデス、ゲガール・ムサシ、ホナウド・ジャカレイ、アマンダ・ヌネスらのStrikeforce所属選手がUFCへ移籍した。
2013年2月5日に「UFC公式ランキング」を制定。ランキングの決定にUFCは関与しておらず、数十人の総合格闘技記者の投票によりランキングが決定するシステム。
2013年12月、ストリーミング配信サービス「UFCファイトパス」の運営を開始。
2014年12月2日、リーボックとの6年間のスポンサー契約を発表した。これにより選手とセコンドにリーボック製のユニフォーム「UFCファイトキット」の着用が義務付けられた。
2014年12月、独占禁止法違反で元選手数名から提訴された。

#### 米国アンチドーピング機関との提携
2015年6月3日、米国アンチドーピング機関（USADA）と提携し、同年7月1日からドーピング検査の全権限がUSADAに委託されることが発表された。

#### 全米で総合格闘技認可
2016年3月22日、全米で唯一総合格闘技が禁止されていたニューヨーク州でも総合格闘技が認可される。ニューヨーク州の下院で通称"総合格闘技法案"が賛成113票、反対25票で法案可決となり、同州が1997年に禁止して以来初めて認可されたことによる。総合格闘技法案は過去7年間、毎年上院を賛成多数で通過していたものの、総合格闘技法案反対派のニューヨーク州下院議長シェルドン・シルバーの妨害により、下院では毎年採決にかけられないまま塩漬けにされていた。このため、UFCはロビー活動や訴訟を起こすなどして下院でも総合格闘技法案を採決にかけるよう促していたが、前年にシルバーが汚職で逮捕され議員を失脚したことで、この日に初めて下院でも採決にかけられ、圧倒的賛成多数で晴れて法案が可決された。

### WME-IMGによる買収
2016年7月9日、「WME-IMG」率いる、シルバーレイク・パートナーズ、コールバーグ・クラビス・ロバーツ、MSDキャピタルが参加する共同グループが、スポーツ史上最高額の買収額となる40億2500万ドル（約4400億円）でUFCを買収。ダナ・ホワイトは引き続きUFC代表として留まるが、ロレンゾ・フェティータは退任となった。
2017年9月、WME-IMGが組織再編をして企業名を「エンデバー」に変更。

### ESPNと契約
2018年5月23日、ESPNと2019年1月からのテレビ放送契約を1年につき3億ドル（約330億円）の5年総額15億ドル（約1650億円）で締結したことが発表された。2019年3月18日にはESPNと2年間の契約延長で合意したことが発表された。
2019年4月13日のUFC 236から従来のケーブルテレビと衛星放送によるPPV販売が廃止され、ストリーミング配信サービスESPN+の契約者のみにESPN+を経由しての独占販売に移行した。
2021年4月29日、エンデバーがニューヨーク証券取引所で新規株式公開 (IPO) で上場し、その収益の一部を使い、シルバーレイク・パートナーズ、コールバーグ・クラビス・ロバーツ、MSDキャピタルら他の株主から、UFCの残りの株式を17億ドル（約1880億円）で全て買い取り、UFC（ズッファ）を完全子会社化した。
2022年10月、UFC契約選手およびそのチームのメンバーがUFCの試合に関しての賭博行為を行うことを禁止した。

#### WWEとの統合
2023年4月3日、エンデバーがWWEを株式交換方式で買収し、UFCとWWEを統合した新会社を設立することを発表。
2023年9月12日、UFCとWWEの統合完了および新会社TKOグループ・ホールディングスの設立が発表され、ニューヨーク証券取引所でTKOグループ・ホールディングスの上場セレモニーが行われた。TKOグループ・ホールディングスの評価額は214億ドル（約3兆1500億円）、UFCの評価額は121億ドル（1兆7800億円）、WWEの評価額は93億ドル（1兆3700億円）と評価され、株式はエンデバーが51%、残り49％をWWEの既存株主が保有する。UFCとWWEは別々の部門として独立して運営され、ダナ・ホワイトはUFCのCEOに就任した。
2024年3月20日、元選手数名から提訴され、その後集団訴訟の承認を受けていた独占禁止法訴訟が、UFCが原告側に3億3500万ドル（約508億円）を支払うことで和解に達した。

## ルール
競技ルールは、ニュージャージー州アスレチック・コミッションが制定した統一ルール（通称：ユニファイドルール）で執り行われる。

### 勝敗・判定
試合の勝敗は以下で決着する
- ノックアウト（KO：打撃により意識を失わされたとき）
- サブミッション（マットまたは対戦相手を明確に叩くことによるタップアウト、口頭によるギブアップまたは叫び声等による戦意喪失の表明、絞技による失神または関節技が極まりレフェリーが危険と判断して止めた場合のテクニカルサブミッション）
- テクニカルノックアウト（TKO：レフェリーストップ、ドクターストップ、コーナーストップ、試合放棄）
- ジャッジによる判定
  - 判定は3人のジャッジがラウンドごとに採点を行い、優勢だった一方の選手に10ポイント、他方の選手に9ポイント以下を付け、各ラウンドのポイントの合計で勝敗を決するラウンドマスト制を採用している。ただし、僅差のラウンドの場合はジャッジが両選手に10ポイントを付けることもあるので、必ず勝敗がつくマストシステムではなく、引き分け裁定もありうる。
  - 判定の呼称には、ユナニマス・デシジョン（Unanimous decision、3-0）、スプリット・デシジョン（Split decision、2-1）、マジョリティー・デシジョン（Majority decision、2-0）、マジョリティー・ドロー（Majority draw、1-0）、スプリット・ドロー（Split draw、1-1）、ユナニマス・ドロー（Unanimous draw、0-0）、テクニカル・デシジョン（故意でない反則及びアクシデントにより試合続行不能となった場合の試合停止時点での判定）、テクニカル・ドロー（テクニカル・デシジョン時の引き分け判定）がある。
- 失格（反則及び反則行為により重大なダメージを与えた場合、またはレフェリーがそう判断した場合）
- ノーコンテスト（故意でない反則及びアクシデントにより試合続行不能となった際に規定のラウンド数まで達していなかった場合、両選手の試合続行不能、ドーピング検査失格等）

### ラウンド
タイトルマッチと大会のメインイベントは5分5ラウンド、通常の試合は5分3ラウンドで行われる。判定が引き分けとなっても延長は行われない。ラウンド間のインターバルは1分間であり、ラウンド終了時にはゴングではなくブザーが鳴る。

### 試合着
男子選手は競技ショーツ、女子選手は競技ショーツと競技ウェアを着用し、オープンフィンガーグローブ（階級によって4オンスから6オンス）と、マウスピース及びファールカップ(男子選手のみ)の着用が義務付けられている。シューズや道着、ロングタイツの着用は禁止されている。

### 試合場

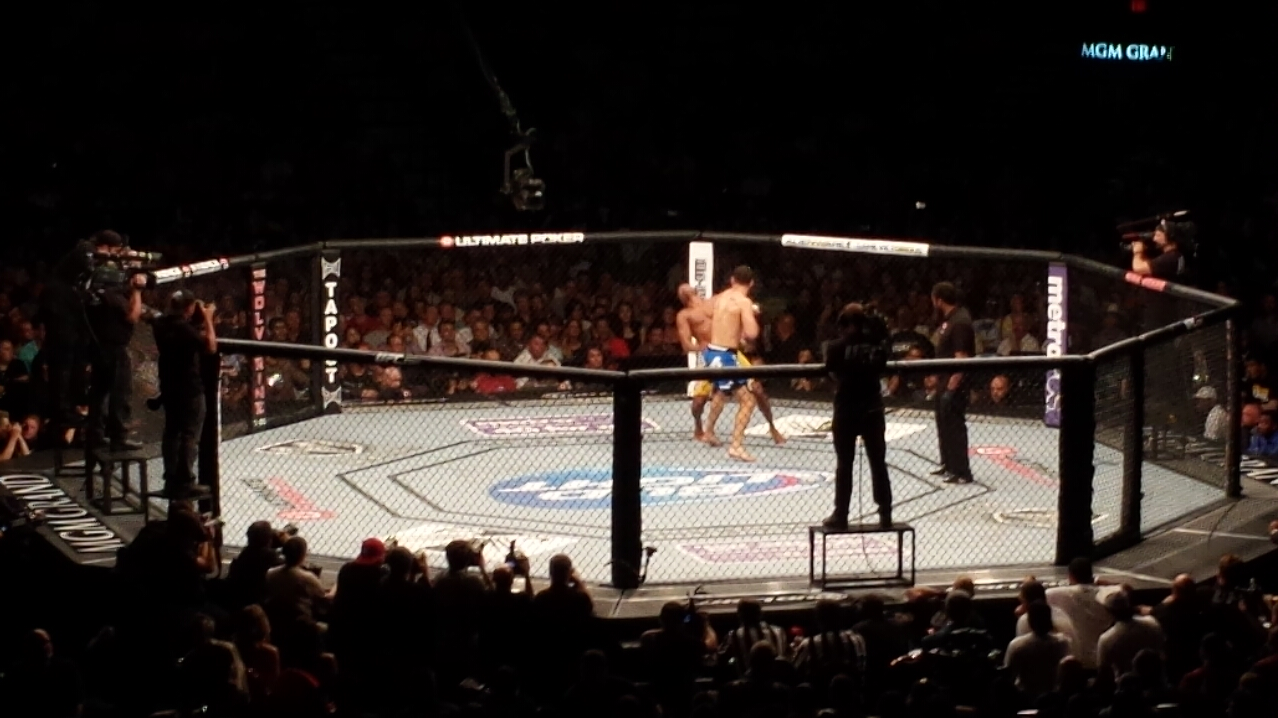
オクタゴンの全体像

試合は「オクタゴン」と呼ばれるケージ（金網）のフェンスで囲われた8角形の試合場で行われる。オクタゴンの直径は30フィート（約9.1m）で、面積は約750スクウェアフィート（約69.3m2、畳の種類で差異があるが畳38畳から48畳分）、フェンスの高さは6フィート（約1.8m）である。
オクタゴンは、UFC設立時に、共同創立者のホリオン・グレイシーとアート・デイビーの、ボクシングやプロレスで使用されている従来のリングで総合格闘技の試合を行った時に起こる、選手がロープの間から場外に転落することや選手が試合を有利にするためにロープを使うことを防ぎたいとする意向及び、セマフォ・エンターテイメント・グループ（SEG）のボクシングやプロレスと視覚的に区別させたいとする意向により製作された。なお、UFCは当初は商標登録をして他プロモーションが8角形のケージを使用することを認めていなかったが、スポーツの発展には統一が必要であるとして2001年以降は他プロモーションでの使用も認めている（ただしオクタゴンの名称を使用することは認めていない）。

### 反則
- 頭突き
- 眼球への攻撃
- 噛み付き
- 髪を引っ張る行為
- 口腔・鼻腔・耳腔等に指を引っ掛ける行為
- 金的への攻撃
- 裂傷した部分や口腔・鼻腔・耳腔等に指を入れる行為
- 指関節等の小さい関節への攻撃
- 脊椎や後頭部への打撃
- 肘を上から下に垂直に打ち下ろして肘の先端を当てる打撃（斜めに角度を付けて振り下ろす肘は反則に取られない）
- 喉への打撃や喉を掴む行為
- ひっかく、つねる等の行為
- 相手の頭や首をマットに突き立てるように垂直に投げ落とす攻撃
- 相手をオクタゴンやリングの外に放り投げる行為
- 相手の着衣やグローブを掴む行為
- 相手やレフェリーにつばを吐きかける行為
- 故意に相手を怪我させるようなスポーツマンらしくない行為
- オクタゴンの金網やロープを掴む行為（フェンスを掌で押す、蹴る行為は認められている）
- 相手に罵声を浴びせる行為
- ブレイク中の相手への攻撃
- レフェリーが対応している間の相手への攻撃
- ラウンド終了のブザー（ゴング）が鳴った後の攻撃
- レフェリーの指示を無視すること
- 相手との接触を避け続けること、怪我のふりをすること、故意にマウスピースを落とすこと、等を含む臆病な行為
- コーナーの人間による妨害及び干渉行為
- 試合を止めるためにコーナーがタオルを投入すること（部外者のタオル投入による試合妨害などを避けるため。コーナーが試合を止めたい時にはインスペクターに伝える[58]）
- 不正な優位性を得るために髪の毛、体、ショーツ、グローブ等に異物を塗布すること
- グラウンド状態の相手への反則
  - グラウンド状態の相手の頭へのキック攻撃（サッカーボールキック、蹴り上げ）
  - グラウンド状態の相手の頭への膝攻撃（いわゆる4点ポジションの膝蹴り）
  - グラウンド状態の相手の頭を踏み付ける行為

反則があった場合、レフェリーは裁量により、ペナルティとして1点以上の減点を科すことができる。反則により選手が試合を続行できなくなった場合には、反則が意図的であれば失格、意図的でなければノーコンテストとなる場合がある。試合の後半以降に反則により試合が続行できなくなった場合には、反則を受け試合が続行できなくなった選手がポイントで勝っていればテクニカル判定でその選手の勝ちとなり、それ以外の場合はテクニカルドローとなる。
レフェリング
- グラウンドで選手の動きがなく試合が膠着状態となった場合、レフェリーは口頭で警告した後に、ブレイクをして選手を立たせてから試合を再開させることができる。
- レフェリーが試合の一時中断を指示した場合には、選手を元の体勢に戻した状態から試合が再開される。
- 選手が金網（ロープ）を掴んだ場合、レフェリーは口頭での警告や金網を掴んだ選手の手や足を払って金網を掴む行為をやめさせるが、それでも選手が金網を掴む行為をやめなかった場合、レフェリーは裁量により、反則を取ってペナルティとして減点を科すことができる。

ルールの変遷
UFC 1 （1993年11月12日）
反則は目潰し、噛み付き、金的攻撃のみ。1ラウンド5分の無制限ラウンド制。体重は階級制限無しの無差別級で、決着は選手のギブアップかノックアウト、セコンドのタオル投入によるストップのみでつき、グローブおよび道着・シューズ等の着用は自由であった。
UFC 2 （1994年3月11日）
1ラウンド5分のラウンド制を廃止して時間無制限に変更され、金的攻撃が反則ではなくなり有効となった。
UFC 3 （1994年9月9日）
完全なKO決着がなくとも、レフェリーの判断で試合を止めるレフェリーストップが導入され、またシューズを履いたままでの蹴りが禁止となった。（後にシューズを履いたままでのグランド状態の選手への蹴りの禁止に変更された）
UFC 5 （1995年4月7日）
初めて試合時間に制限が導入され、トーナメント1回戦・準決勝は20分、トーナメント決勝およびスーパーファイトは30分で行われた。
UFC 6 （1995年7月14日）
試合が膠着したときに、選手をブレイクして立ち上がらせてから試合を再開させる権限がレフェリーに与えられた。
Ultimate Ultimate 1995 （1995年12月16日）
時間切れで決着がつかなかった場合に、ジャッジによる判定が初めて導入された。
Ultimate Ultimate 1996 （1996年12月7日）
試合でオクタゴンの金網を掴む行為が禁止された。
UFC 12 （1995年4月7日）
初めて階級制が導入され、ヘビー級（+91 kg）とライト級（-91 kg）が設置された。
UFC 14 （1997年7月27日）
オープンフィンガーグローブの着用が義務付けられた。
UFC 15 （1997年10月17日）
頭突き、金的攻撃、後頸部および後頭部への打撃、ダウンした相手への蹴りと膝蹴り、頭部の踏みつけ、手足の指などの小さな関節を取ること、髪を引っ張ることが禁止となった。
UFC 17 （1998年5月15日）
トーナメントが実施された最後の大会（日本大会UFC 23を除く）
UFC 21 （1999年7月16日）
1ラウンドの制限時間が5分間に改められ、ノンタイトル戦は5分3ラウンド、タイトル戦は5分5ラウンド制となった。また、判定においてラウンドマスト制が導入された。
UFC 28 （2000年11月17日）
ユニファイド・ルールが採用される。ダウンした相手の頭部への膝蹴りの禁止（頭部以外は可）、後頸部と後頭部への打撃の禁止、脊椎と首への肘打ちの禁止が導入され、シューズや道着などの着用が不可となり、また出場のための医学的な必要条件が厳格化され、出場選手への健康状態の厳しいチェックも行われるようになった。
UFC 31 （2001年5月4日）
階級区分が変更され、旧バンタム級は現在のライト級へ、旧ライト級は現在のウェルター級へ、旧ミドル級は現在のライトヘビー級へそれぞれ移行し、新たに現在のミドル級が設置された。
UFC 138 （2011年5月4日）
ノンタイトル戦であっても大会のメインイベントは5ラウンド制に変更された。
2016年8月承認（2017年1月1日施行）
グラウンド状態の定義が変更される。これまでは手の指先一本でもマットについていればグラウンド状態とみなされたが、両手（手のひらか拳）をついていなければグラウンド状態とみなされなくなった。片手のみをついた状態はスタンド状態とみなされる。
目突きにつながる、対戦相手の顔へ指を向ける行為に対して、これまでレフェリーは注意しかできなかったが、減点等の反則を取る権限が与えられるようになった。
腎臓へのかかとによる蹴り、鎖骨を掴む行為が反則ではなくなる。
ジャッジの採点において「効果的な打撃」と「効果的なグラップリング」が最初に考慮され、これが等しい場合に限り「積極性」と「ケージコントロール」が考慮される等の判定基準の明確化。
2017年8月承認
インスタントリプレイ（ビデオ判定）がユニファイドルールとしてではなくガイドラインとして採択・承認される。ユニファイドルールでの採択・承認とならなかったのはテレビ放送がない大半の試合でインスタントリプレイを実行する技術能力がないため。インスタントリプレイはレフェリーの裁量でのみ使用することができ、試合の決着が有効なものか反則によるものかを判断し試合結果（TKO勝利、一本勝利、ノーコンテスト、失格等）を決定する目的のためにのみ使用される。
2019年7月承認
グラウンド状態の定義が変更される。これまではマットに両手（手のひらか拳）をついた状態がグラウンド状態とみなされたが、片手（手のひらか拳）のみついた状態でグラウンド状態とみなされるようになった。ただし、指先だけがついた状態ではグラウンド状態と認められない。
UFC 263 （2021年6月21日）
レオン・エドワーズ対ネイト・ディアス戦が5R制で行われており、UFCでは非タイトルマッチ、メイン以外では初。以降の興行でも度々5R制が行われるようになった。

### ジ・アルティメット・ファイター
ジ・アルティメット・ファイターの試合は、ネバダ州アスレチック・コミッション管轄下のエキシビションマッチ（非公式試合）として行われるため、選手の戦績レコードに記録されない。またエキシビションマッチは試合結果をすぐに公開する必要がないため、試合のテレビ放送日まで試合結果が公開されない。

## 王者・階級
階級が多すぎると王座の価値が下がるとして階級の設置を8階級に留めている。体重超過の場合などで契約体重試合（キャッチウェイト）として、下記以外の契約体重を設定して試合を行うこともある。

### 男子
| 階級           | 体重                | 王者                               | 防衛回数 |
| -------------- | ------------------- | ---------------------------------- | -------- |
| ヘビー級       | -265 lbs: -120.2 kg | トム・アスピナル                   | 0        |
| ライトヘビー級 | -205 lbs: -93.0 kg  | マゴメド・アンカラエフ             | 0        |
| ミドル級       | -185 lbs: -83.9 kg  | カムザット・チマエフ               | 0        |
| ウェルター級   | -170 lbs: -77.1 kg  | ジャック・デラ・マダレナ           | 0        |
| ライト級       | -155 lbs: -70.3 kg  | イリア・トプリア                   | 0        |
| フェザー級     | -145 lbs: -65.8 kg  | アレクサンダー・ヴォルカノフスキー | 0        |
| バンタム級     | -135 lbs: -61.2 kg  | メラブ・ドバリシビリ               | 2        |
| フライ級       | -125 lbs: -56.7 kg  | アレッシャンドリ・パントージャ     | 4        |

### 女子
| 階級       | 体重               | 王者                             | 防衛回数 |
| ---------- | ------------------ | -------------------------------- | -------- |
| フェザー級 | -145 lbs: -65.8 kg | 空位                             |          |
| バンタム級 | -135 lbs: -61.2 kg | ケイラ・ハリソン                 | 0        |
| フライ級   | -125 lbs: -56.7 kg | ヴァレンティーナ・シェフチェンコ | 1        |
| ストロー級 | -115 lbs: -52.2 kg | ジャン・ウェイリー               | 3        |

## ドーピング検査
2015年4月、アメリカ合衆国内国歳入庁や食品医薬品局の特別捜査官としてチームを指揮し、バルコ・スキャンダルやランス・アームストロングのドーピング捜査をした実績のあるジェフ・ノヴィツキーがUFCへ入社した。
2015年6月3日、これまでUFCのドーピング検査は各州のアスレチック・コミッションにより実施されてきていたが、UFCは、米国アンチドーピング機関（USADA）と提携し、同年7月1日からドーピング検査の全権限がUSADAに委託されることが発表された。これにより、各州アスレチック・コミッションによる検査と並行して、UFC契約全選手に試合の有無にかかわらず、365日年間を通して世界アンチ・ドーピング機構（WADA）ルールに準拠したオリンピックと同等の競技会外（抜き打ち検査）および競技会内検査が実施されるようになり、ドーピングの検査体制が大きく強化された。
2017年4月1日、新規契約選手や復帰及び再契約選手に義務付けられているUFCでの試合前に事前にUSADAの検査対象者リストに入る期間など、ドーピング防止ポリシーが以下のようにいくつか変更された。
1. 引退及び活動休止選手がUFC復帰、または自身の意思によりUFCを離脱した選手が再契約をしてUFC復帰する際に、UFCで試合を行う前に事前に検査対象者リストに入る期間が、これまでは4か月間だったが6か月間に変更された。
2. 新規契約選手、または過去にUFCから契約解除され再契約した選手が、UFCで試合を行う前に事前に検査対象者リストに入る期間が、これまでは4か月間だったが1か月間に変更された。
3. 怪我などで欠場した選手の代わりに代役としてUFCと緊急契約した選手は通常義務付けられる1か月間の検査対象者リスト入りを免除され直ぐに試合を行うことが出来る。ただし引退及び活動休止選手、自身の意思によりUFCを離脱した選手は緊急契約でも免除されない。
4. ドーピング検査における「競技会内」の定義が、これまでは前日計量の6時間前から試合終了6時間後までだったが、試合前日の正午から試合後にドーピング検査を受けるまで、もしくは試合後のドーピング検査対象者にならなかった選手は試合後のドクターチェックを受けてから1時間後までと変更された。

2018年7月、これまでは選手から禁止薬物の陽性反応が検出された時点で直ぐに“潜在的ドーピング違反”として公表されていたが、選手への風評被害が相次いだことで、直ぐには公表せずに、汚染サプリメントなどの調査を完了し、なおかつ処分の裁定が確定してから公表されるようドーピング防止ポリシーが改訂された。
2019年8月31日、UFCとUSADAは、ドーピング検査技術の進歩により、運動パフォーマンスの向上に繋がらないほどの極微量の禁止物質でさえ検出できるようになったことで、これまでは検出されなかった極微量の禁止物質で汚染されたサプリメントが原因となる陽性反応検出のケースが増えたため、特定の禁止物質にしきい値を設定して、極微量の検出では処分の対象にならないようドーピング防止ポリシーの改訂を行った（2023年11月にネバダ州アスレチック・コミッションも同様のしきい値を制定した）。
2021年1月14日、UFCとUSADAは、マリファナの主な有効成分であるテトラヒドロカンナビノール（THC）の陽性反応が検出されたとしても、処分の対象にならないようドーピング防止ポリシーの改訂を行った。（もう一つの、マリファナの主な有効成分であるカンナビジオール（CBD）は世界アンチ・ドーピング機構（WADA）が2018年に禁止薬物の対象から外している）。これまではマリファナ（THC）は競技会内検査でのみ検査対象であり（競技会外検査では検査対象外）、陽性の基準となるしきい値が定められていた。また全ての植物性カンナビノイドも禁止物質リストから削除された。ただし、各州アスレチック・コミッションではまだマリファナ（THC）の陽性反応が検出されると処分の対象となるため、各州アスレチック・コミッションでルールが改訂されるまでは事実上マリファナはまだ禁止薬物として扱われる。アメリカの各州でマリファナ合法化が進んだことや、スポーツ界で依存症や離脱症状が問題となっている、オピオイド（鎮痛剤）やアルプラゾラム（抗不安薬）、ゾルピデム（睡眠導入剤）などの代用としてマリファナを使用する選手が一定数UFCにもいたことがこの改訂に繋がった。

### USADA検査実績
| 年     | 検査回数 | 違反件数 | 潜在的な違反 | 選手平均検査回数 | 選手平均検査回数 |
| ------ | -------- | -------- | ------------ | ---------------- | ---------------- |
| 2022年 | 4324検体 | 6件      | 56件         | 国内選手5.6回    | 海外選手5.8回    |
| 2021年 | 4342検体 | 14件     | 69件         | 国内選手4.2回    | 海外選手4.1回    |
| 2020年 | 3557検体 | 21件     | 73件         |                  |                  |
| 2019年 | 4296検体 | 31件     | 89件         |                  |                  |
| 2018年 | 2888検体 | 26件     | 40件         | 5回              |                  |
| 2017年 | 2818検体 | 17件     | 43件         | 5回              |                  |
| 2016年 | 2289検体 |          | 34件         |                  |                  |

USADA 『TESTING NUMBERS』『ATHLETE TEST HISTORY』より。

## 脳健康研究
2021年1月、脳健康研究の世界的な権威である、クリーブランド・クリニック・ルールーヴォ脳健康センターへ、慢性外傷性脳症（CTE）を発症するリスクが高くなる潜在的な要因の研究、および反復的な頭部外傷の長期的影響の研究の予算としてとして、100万ドルを寄付すると共に、5年間にわたり脳の健康研究の予算を提供すると発表した。同センターは10年間にわたってこの研究をしており、UFCはこれまでにも200万ドルの研究予算を寄付していた。

## UFCの施設
- UFCヘッドクォーターズ：ネバダ州ラスベガスにあるUFCの本社、2017年に新設された。
- UFC APEX：UFC本社に隣接する立地に建てられている、3000万ドル（約43億円）をかけて建設された多目的施設。総床面積は1万2千平方メートルで、最大2000人収容のイベント会場や、ストリーミングに対応した放送オペレーション設備を備え、映像プロダクションスタジオやトレーニング施設も併設する。UFCの大会をはじめとしたスポーツイベントだけでなく、コンサートやeSPORTSにも使用でき、テレビ番組などの撮影スタジオにもなる[86][87]。
- UFCパフォーマンス・インスティテュート：UFC本社に併設する、総合格闘技のトレーニングおよび研究・育成施設。総床面積は2800平方メートルで、1200万ドル（約18億円）かけて新設された。トレーニングの他に、怪我の回復や、栄養管理および適切な減量方法などを教えると共に、怪我の早期回復や怪我の発生率を減らすための研究などが行われている[88][89]。
- UFCパフォーマンス・インスティテュート・上海：2019年に中国の上海に1300万ドル（約19億円）かけて新設された総床面積8700平方メートルのパフォーマンス・インスティテュート[90]。
- UFCパフォーマンス・インスティテュート・メキシコシティ：2024年にメキシコのメキシコシティに新設された総床面積4700平方メートルのパフォーマンス・インスティテュート[91]。
- UFCジム：UFCが世界30か国以上、800店舗以上でフランチャイズ展開する一般向けフィットネストレーニングジム。日本では、2020年4月に東京都の世田谷区用賀に日本1号店、2021年に杉並区荻窪に日本2号店、2023年11月に岐阜県可児市に日本3号店をオープンしている。格闘技クラスだけでなく、DUT（HIITトレーニング）やウェイトトレーニングなどのフィットネスクラス、ヨガやストレッチ、ダンスといったスタジオクラスまで多種多様なクラスがあることが特徴。さらに、英語も学べるジムという特徴もあり、3-9歳の子供向けには英語とフィットネスが同時に学べるジュニアプログラムも提供している[92][93]。

## ファイトボーナス
大会ごとに最も印象的な試合を行った2選手（該当試合の勝者と敗者）に授与されるファイト・オブ・ザ・ナイト、最も印象的なパフォーマンスを見せた2選手に授与されるパフォーマンス・オブ・ザ・ナイトの各賞が設けられており、UFCの選考により各賞の受賞者として選ばれた4選手には、ファイトマネーとは別に5万ドルのファイトボーナスが贈られる。ただし、体重超過した選手は選考の対象外となる。また、試合内容によっては各賞の該当選手が無い場合や、1選手がファイト・オブ・ザ・ナイトとパフォーマンス・オブ・ザ・ナイトを同時に受賞することもある。
| 受賞記録                                 | 選手                                                                          | 受賞回数 |
| ---------------------------------------- | ----------------------------------------------------------------------------- | -------- |
| ファイトボーナス最多受賞                 | チャールズ・オリベイラ                                                        | 20回     |
| パフォーマンス・オブ・ザ・ナイト最多受賞 | チャールズ・オリベイラ                                                        | 13回     |
| ファイト・オブ・ザ・ナイト最多受賞       | ネイト・ディアス ダスティン・ポイエー フランク・エドガー エジソン・バルボーザ | 8回      |

なお、UFC 169以前の大会まではパフォーマンス・オブ・ザ・ナイトの代わりに、最も印象的なKO（TKO）で勝利した1選手に授与されるノックアウト・オブ・ザ・ナイト、最も印象的なサブミッションによる一本で勝利した1選手に授与されるサブミッション・オブ・ザ・ナイトの各賞が設けられていた。
| ファイトボーナス | ファイトボーナス   | ファイトボーナス | パフォーマンス・オブ・ザ・ナイト | パフォーマンス・オブ・ザ・ナイト | パフォーマンス・オブ・ザ・ナイト | ファイト・オブ・ザ・ナイト | ファイト・オブ・ザ・ナイト | ファイト・オブ・ザ・ナイト |
| 順位             | 選手               | 受賞回数         | 順位                             | 選手                             | 受賞回数                         | 順位                       | 選手                       | 受賞回数                   |
| ---------------- | ------------------ | ---------------- | -------------------------------- | -------------------------------- | -------------------------------- | -------------------------- | -------------------------- | -------------------------- |
| 2位              | ドナルド・セラーニ | 18回             | 2位                              | ドナルド・セラーニ               | 7回                              | 2位                        | ジョー・ローゾン           | 7回                        |
| 3位              | ネイト・ディアス   | 16回             | 2位                              | コナー・マクレガー               | 7回                              | 2位                        | ジャスティン・ゲイジー     | 7回                        |
| 4位              | ジョー・ローゾン   | 15回             | 2位                              | オヴィンス・サンプルー           | 7回                              | 2位                        | ディエゴ・サンチェス       | 7回                        |
|                  |                    |                  |                                  |                                  |                                  | 2位                        | ジム・ミラー               | 7回                        |

## UFC記録
| 記録                                     | 選手                                                                          | 記録数                  |
| ---------------------------------------- | ----------------------------------------------------------------------------- | ----------------------- |
| 最年少王者                               | ジョン・ジョーンズ                                                            | 23歳243日               |
| 最年長王者                               | ランディ・クートゥア                                                          | 45歳146日               |
| 最長王座在位                             | アンデウソン・シウバ                                                          | 2,457日（6年8カ月22日） |
| 最多王座獲得                             | ランディ・クートゥア                                                          | 5回                     |
| 最多試合                                 | ジム・ミラー                                                                  | 42試合                  |
| 最多勝利                                 | ジム・ミラー                                                                  | 25回                    |
| 最多フィニッシュ勝利                     | チャールズ・オリベイラ                                                        | 20回                    |
| 最多KO勝利                               | デリック・ルイス                                                              | 16回                    |
| 最多一本勝利                             | チャールズ・オリベイラ                                                        | 16回                    |
| 最多王座戦勝利                           | ジョン・ジョーンズ                                                            | 15回                    |
| 最多王座戦                               | ジョン・ジョーンズ                                                            | 16試合                  |
| 最多連続王座防衛                         | デメトリアス・ジョンソン                                                      | 11試合                  |
| 最多連勝                                 | アンデウソン・シウバ                                                          | 16試合                  |
| 最多ファイトボーナス受賞                 | チャールズ・オリベイラ                                                        | 20回                    |
| 最多パフォーマンス・オブ・ザ・ナイト受賞 | チャールズ・オリベイラ                                                        | 13回                    |
| 最多ファイト・オブ・ザ・ナイト受賞       | ネイト・ディアス フランク・エドガー エジソン・バルボーザ ダスティン・ポイエー | 8回                     |
| 最速KO勝利                               | ホルヘ・マスヴィダル                                                          | 5秒                     |
| 最速一本勝利                             | オレッグ・タクタロフ                                                          | 9秒                     |
| 王座戦最速KO勝利                         | コナー・マクレガー                                                            | 13秒                    |
| 王座戦最速一本勝利                       | ロンダ・ラウジー                                                              | 14秒                    |

## 重要人物
- ダナ・ホワイト（最高経営責任者（CEO）、社長）
- ハンター・キャンベル（最高業務責任者（CBO））
- ジョー・ローガン（解説者）
- ブルース・バッファー（オクタゴンアナウンサー）
- ショーン・シェルビー（マッチメイカー）
- ミック・メイナード（マッチメイカー）
- ジョン・アニク（実況）
- ロレンゾ・フェティータ（元オーナー）
- ジョー・シルバ（元マッチメイカー）

## メディア

### ゲーム
- Ultimate Fighting Championship (Dreamcast・PlayStation)
- UFC: Tapout (Xbox)
- UFC: Throwdown (GameCube・PlayStation 2)
- UFC: Tapout 2 (Xbox)
- UFC: Sudden Impact (PlayStation 2)
- UFC 2009 Undisputed (PlayStation 3・Xbox 360)
- UFC Undisputed 2010 (PlayStation Portable・PlayStation 3・Xbox 360・iPod Touch・iPad・iPhone)
- UFC Personal Trainer (PlayStation 3・Xbox 360・Wii)
- UFC Undisputed 3 (PlayStation 3・Xbox 360)
- EA Sports UFC (PlayStation 4・Xbox One)
- EA Sports UFC 2 (PlayStation 4・Xbox One)
- EA Sports UFC 3 (PlayStation 4・Xbox One)
- EA Sports UFC 4 (PlayStation 4・Xbox One)
- EA Sports UFC 5 (PlayStation 5・Xbox Series X/S)

## 日本におけるUFC
UFC第1回大会に日本の格闘技団体パンクラスに出場していたケン・シャムロックが出場したことにより、格闘技雑誌、プロレス雑誌はいち早くUFCの出現を伝えた。ほぼルール無しというUFCの衝撃は格闘技ファンの範囲にとどまらず、一般のテレビ番組でも大きく取り上げる事となり、日本の格闘技界にも多大な影響を与えた。打撃系格闘技のK-1が、1994年に総合格闘技の試合を組み込んだのをはじめとして、UFC以前から存在した総合格闘技団体の修斗、パンクラスはルールをUFCが採用する統一ルール（ユニファイド・ルール）に改正し、PRIDEをはじめとする総合格闘技の新規プロモーションが勃興した。

### 日本大会
SEG時代には、UFC-J事務局との間でフランチャイズ契約を締結し、1997年12月21日にUFC初の日本大会UFC Japan、1999年11月14日にUFC 23、2000年4月14日にUFC 25、2000年12月16日にUFC 29の計4度の日本大会を開催した。
2012年2月26日にUFC 29以来11年ぶり、ズッファ体制下では初となる日本大会UFC 144を開催。その後、2013年3月3日にUFC on Fuel TV 8、2014年9月20日にUFC Fight Night: Hunt vs. Nelson、2015年9月27日にUFC Fight Night: Barnett vs. Nelson、2017年9月23日にUFC Fight Night: Saint Preux vs. Okamiを開催している。

### 日本での放送・配信

#### U-NEXT
2023年4月よりU-NEXTがUFC 287からナンバー大会シリーズ（ペイ・パー・ビュー大会）及びFight Nightシリーズを含めたUFC全大会の放送を開始。

#### UFCファイトパス

UFCファイトパスのロゴ

2014年3月よりUFCファイトパスでFight Nightシリーズ、UFC on ESPNシリーズを配信している。ナンバー大会シリーズ（ペイ・パー・ビュー大会）は大会約1カ月後からから配信している。

#### 終了した放送
ホイス・グレイシーが活躍した初期大会は、NHK衛星放送、日本テレビ「世界まる見え!テレビ特捜部」、テレビ朝日「リングの魂」などの番組内で紹介された。
UFC-J事務局が運営した日本大会は、日本テレビやテレビ東京が深夜に放送した。
CSテレビのディレクTV（スカパー!に吸収）は1,500円のPPV放送を行った。
2000年、CSテレビ、ケーブルテレビチャンネルのJ SKY SPORTS（現・J SPORTS）はSEG社とUFC 28から毎回放送の契約を締結したが、UFC 29を放送した時点で、UFCの運営がズッファとなり契約を解消した。
2001年にズッファ体制になって、UFC 31からUFC 34までをフジテレビ「SRS」の番組内でダイジェスト放送した。
2002年3月のUFC 36からボクシングの帝拳プロモーションを仲介して、WOWOWでの定期放送が始まる。実況は高柳謙一、解説は高阪剛が主に担当。2007年4月のUFC 70で一旦放送を終了する。2008年10月のUFC 89から定期放送を再開し、2016年4月6日の放送で一旦終了。2018年9月のUFC 229からライブ配信、UFC 230から定期放送を再開した。2023年3月19日のUFC 286を以て放送終了。
2002年5月のUFC 37から110度CSデジタル放送プラット・ワンのCS-WOWOWでペイ・パー・ビューによる生中継を実施。視聴料を2,000円とし、アメリカのディレクTVと同内容で英語実況のまま放送された。
2005年2月からはテレビ東京が地上波での放送権を取得し1時間枠で放送したが、放送は1回のみで終了。解説は船木誠勝が務めた。
2006年4月からCSテレビの日テレG+でWOWOWから1か月遅れでの放送を再開。実況は日本テレビアナウンサー、解説は高山善廣が務めた。当初は1大会を1時間30分枠で放送していたが、その後、1大会を1時間枠で2回にわけて放送するようになる。WOWOWと同じく帝拳プロモーション経由での放送で、2007年6月にUFC 70の放送をもって終了した。
2010年3月31日のUFC Fight Night：フロリアンvs.五味は、テレビ東京にて4月8日22時より放送された。同局での中継は5年ぶり、地上波プライムタイムでは史上初となった。解説は秋山成勲が務めた。
同年8月1日のUFC Live: Jones vs. Matyushenkoは、スカパー!のPPVチャンネル「スカチャン」にて視聴料3,150円で生中継された。
2011年2月よりひかりTVにて、テレビサービスおよび、ビデオサービスが開始された。
2012年11月10日にマカオで開催されたUFC on Fuel TV 6はBS朝日で放送された。
2013年6月よりFOXスポーツ&エンターテイメント（旧:FOX bs238）がUFC on Fuel TV 10からFight Nightシリーズの放送開始。解説は中井祐樹、実況は清野茂樹。WOWOW放送の一時終了に伴い、FOXスポーツ&エンターテイメントで2016年6月のUFC 199からナンバー大会シリーズ及びUFC on FOXシリーズの放送を開始した（Fight Nightシリーズの放送は終了）。2020年3月31日に同局の閉鎖により放送終了した。
2016年4月よりニコニコ生放送がUFC on FOX 19から放送開始。2017年6月のUFC 212で放送終了。
2016年4月29日よりフジテレビ「FUJIYAMA FIGHT CLUB」内で月1回「UFC TIME」と題した1時間番組を放送開始。
2016年7月よりAbemaTVがUFC Fight Night: dos Anjos vs. Alvarezから放送開始。8月のUFC 202で放送終了。
2016年8月よりDAZNがアーカイブ配信でUFC 200から放送を開始。生中継をUFC 202から開始した。2018年3月のUFC 222でナンバー大会シリーズの放送を終了、UFC on FOXシリーズ、Fight Nightシリーズの放送は継続していたが2019年2月のUFC Fight Night: Błachowicz vs. Santosで放送終了した。

### 日本人選手の出場
ズッファ体制移行以前に日本人選手で王座挑戦した選手は、桜井マッハ速人や宇野薫などがいる。ズッファ体制移行後に日本人選手で王座挑戦した選手は、岡見勇信、堀口恭司、朝倉海の3選手のみである。UFC日本人選手の記録としては、岡見勇信の最多出場21回、最多勝利14勝、最多フィニッシュ5回。平良達郎の最多連勝6連勝である。ズッファ体制移行前には桜庭和志、山本喧一がトーナメントを制している。

#### 現在出場している日本人選手
| 選手名   | 階級           | 戦績   | 最新の試合                                                    |
| -------- | -------------- | ------ | ------------------------------------------------------------- |
| 堀口恭司 | フライ級       | 7勝1敗 |                                                               |
| 平良達郎 | フライ級       | 7勝1敗 | 2025年8月2日 UFC Fight Night: Taira vs. park                  |
| 朝倉海   | フライ級       | 0勝1敗 | 2024年12月7日 UFC 310: Pantoja vs. Asakura                    |
| 鶴屋怜   | フライ級       | 1勝1敗 | 2025年3月8日 UFC 313: Pereira vs. Ankalaev                    |
| 風間敏臣 | バンタム級     | 1勝1敗 | 2023年8月26日 UFC Fight Night: Holloway vs. The Korean Zombie |
| 中村倫也 | バンタム級     | 2勝1敗 | 2025年1月18日 UFC 311: Makhachev vs. Moicano                  |
| 木下憂朔 | ウェルター級   | 1勝2敗 | 2024年8月10日 UFC on ESPN: Tybura vs. Spivac 2                |
| 魅津希   | 女子ストロー級 | 2勝1敗 | 2023年9月23日 UFC Fight Night: Fiziev vs. Gamrot              |

#### 過去に出場していた日本人選手
- 高阪剛（3勝3敗）ヘビー級
- 有己空（1勝2敗）ライトヘビー級
- 中村和裕 （0勝2敗）ライトヘビー級
- 岡見勇信（14勝7敗）ミドル級→ライトヘビー級→ウェルター級
- 福田力（2勝3敗）ミドル級
- 佐々木有生（0勝1敗）ミドル級
- 秋山成勲（2勝5敗）ミドル級→ウェルター級
- 中村K太郎（4勝7敗）ウェルター級
- ストラッサー起一（3勝2敗）ウェルター級
- 吉田善行（2勝3敗）ウェルター級
- 安西信昌（2勝2敗）ウェルター級
- 佐藤天（2勝5敗）ウェルター級
- 長南亮（1勝3敗）ウェルター級
- 弘中邦佳（1勝3敗）ウェルター級
- 阿部大治（1勝2敗）ウェルター級
- 郷野聡寛（1勝2敗）ウェルター級
- 佐藤豪則（0勝2敗）ウェルター級
- 桜井速人（0勝1敗）ウェルター級
- 五味隆典（4勝8敗）ライト級
- 宇野薫（3勝5敗2分）ライト級
- 菊野克紀（2勝3敗）ライト級→フェザー級
- 須藤元気（2勝1敗）ライト級
- 徳留一樹（1勝3敗）ライト級
- 小谷直之（0勝5敗）ライト級
- 粕谷優介（0勝2敗）ライト級
- 三島☆ド根性ノ助（0勝2敗）ライト級
- 光岡映二（0勝2敗）ライト級
- 堀江圭功（0勝1敗）フェザー級
- 石原夜叉坊（3勝5敗1分）フェザー級→バンタム級
- 日沖発（3勝5敗）フェザー級
- 川尻達也（3勝3敗）フェザー級
- 小見川道大（1勝6敗）フェザー級
- 廣田瑞人（1勝5敗1分）フェザー級→ライト級
- 田村一聖（1勝2敗）フェザー級→バンタム級
- 水垣偉弥（8勝5敗）バンタム級
- 堀口恭司（7勝1敗）バンタム級→フライ級
- 佐々木憂流迦（4勝5敗）バンタム級→フライ級
- 田中路教（2勝2敗）バンタム級
- 金原正徳（1勝2敗）バンタム級
- 山本"KID"徳郁（0勝3敗1無効試合）バンタム級
- 手塚基伸（0勝2敗）バンタム級
- 清水俊一（0勝1敗）バンタム級
- 松田干城（0勝2敗）バンタム級→フライ級
- 井上直樹（1勝1敗）フライ級
- 漆谷康宏（0勝2敗）フライ級
- 中井りん（0勝2敗）女子バンタム級
- 村田夏南子（1勝2敗）女子ストロー級
- 近藤朱里（1勝3敗）女子ストロー級

##### ズッファ体制以前に出場していた日本人選手
- 市原海樹（0勝1敗）体重無制限
- 北尾光司（0勝1敗）体重無制限
- 桜庭和志（1勝0敗1無効試合）ヘビー級
- 安生洋二（0勝3敗）ヘビー級
- 本間聡（0勝1敗）ヘビー級
- 山本喧一（2勝1敗）ミドル級
- 藤井克久（1勝1敗）ミドル級
- 菊田早苗（1勝0敗）ミドル級
- ミノワマン（1勝0敗）ミドル級
- 高瀬大樹（0勝3敗）ミドル級
- KEI山宮（0勝1敗）ミドル級
- 矢野倍達（0勝1敗）ミドル級
- 高橋義生（1勝0敗）ライト級
- 大石幸史（0勝2敗）ライト級→ウェルター級